# Muraena
Muraena – rodzaj ryb węgorzokształtnych z podrodziny Muraeninae w obrębie rodziny murenowatych (Muraenidae).

## Rozmieszczenie geograficzne
Ocean Atlantycki i wschodni Ocean Spokojny. Jeden z gatunków (Muraena helena) występuje również w Morzu Śródziemnym. 

## Morfologia
Długość ciała do 150 cm; masa ciała (największa opublikowana) 6,5 kg.

## Systematyka
Rodzaj zdefiniował w 1758 roku szwedzki przyrodnik Karol Linneusz w dziesiątym wydaniu Systema Naturae, w publikacji własnego autorstwa poświęconej systematyce zwierząt. Gatunkiem typowym jest (późniejsze oznaczenie) murena śródziemnomorska (M. helena).

### Etymologia
- Muraena (Murena): łac. muraena ‘murena’, od gr. μυραινα muraina ‘murena’[12].
- Murenophis (Muraenophis, Muraenopsis): łac.muraena ‘murena’, od gr. μυραινα muraina ‘murena’[13]; οφις ophis, οφεως opheōs ‘wąż’[14]. Gatunek typowy (oznaczenie monotypowe): Muraena helena Linnaeus, 1758.
- Limomuraena (Limmamuraena, Limamuraena): łac. lima ‘piła, pilnik’[15]; łac.muraena ‘murena’, od gr. μυραινα muraina ‘murena’[13]. Gatunek typowy (oznaczenie monotypowe): Limomuraena guttata Kaup, 1856 (= Muraena helena Linnaeus, 1758).

### Podział systematyczny
Rodzaj ten jest uznawany za takson monofiletyczny. Do rodzaju należą następujące gatunki:
- Muraena argus (Steindachner, 1870) – murena peruwiańska[17]
- Muraena augusti (Kaup, 1857)
- Muraena clepsydra Gilbert, 1898
- Muraena helena Linnaeus, 1758 – murena śródziemnomorska[18]
- Muraena lentiginosa Jenyns, 1842
- Muraena melanotis (Kaup, 1859)
- Muraena pavonina Richardson, 1845
- Muraena retifera Goode & Bean, 1882
- Muraena robusta Osório, 1911